# Gonzalo Bernardos Domínguez
Gonzalo Bernardos Domínguez (Barcelona, 12 de noviembre de 1962) es un profesor de economía de la Universidad de Barcelona. Se le conoce por ser un  tertuliano habitual en diversos medios de comunicación, entre los que destacan RAC 1 y La Sexta. Fue candidato en las listas del PSC (puesto 41 de la lista al Ayuntamiento de Barcelona) en las elecciones municipales de Barcelona del año 2019
Licenciado en ciencias económicas y empresariales en febrero de 1989 por la Universidad de Barcelona y doctorado en la misma especialidad y en la misma universidad en diciembre de 1994 (con la calificación de apto cum laude por unanimidad y premio extraordinario) ha trabajado como profesor en la UB y en la UAC, además, ha ocupado diversos cargo de responsabilidad en el departamento de teoría económica de la Universidad de Barcelona. Ha dirigido varios másteres de asesoría inmobiliaria, gestión de franquicias y desarrollo personal y liderazgo. 
Como analista, ha colaborado con diferentes programas de radio y de televisión, como 8 al día con Josep Cuní (8tv), La noche en 24 horas (Canal 24 horas de TVE), La mañana a 4 bandas (Radio 4), El día a la COM (COMRàdio), La plaza (Onda Cero), Cierre de mercados (Intereconomía) y en RAC 1, El Mundo a RAC1, Vía libre y La noche en RAC1.
En 2021, sus predicciones fallidas sobre bolsa y criptomonedas en Twitter le hicieron ganarse el apodo de "Indicador Bernardos", ya que los mercados solían tomar el curso contrario de lo que predecía Bernardos y los usuarios de la red social percibían sus comentarios como contraindicación de inversión. El caso más destacado fue su tuit de septiembre de 2022, en el que se reafirmaba sobre la caída de la bolsa estadounidense y aseguraba: "al índice S&P 500 le queda bastante recorrido a la baja". Desde ese mes, el S&P 500 tuvo una gran racha alcista de más de un 60% hasta febrero de 2025. 

## Publicaciones
- 2007 - ¿Cómo invertir con éxito en el mercado inmobiliario?[7]
- 2014 - La gran mentira de la economía